# خوسيه سينا
خوسيه سينا (بالبرتغالية: José Sena‏) هو منافس ألعاب قوى برتغالي، ولد في 13 يوليو 1955.

## وصلات خارجية
- خوسيه سينا على موقع الاتحاد الدولي لألعاب القوى (الإنجليزية)
- خوسيه سينا على موقع الاتحاد الأوروبي لألعاب القوى (الإنجليزية)
- خوسيه سينا على موقع أوليمبيديا (الإنجليزية)